# مانوليس غليزوس
مانوليس غليزوس (باليونانية: Μανώλης Γλέζος)‏ (9 أيلول 1922 -30 آذار 2020) هو سياسي وكاتب يوناني ينتمي لتيار اليسار، اشتهر لمشاركته في المقاومة اليونانية أثناء الحرب العالمية الثانية.

## النشأة والحرب العالمية الثانية

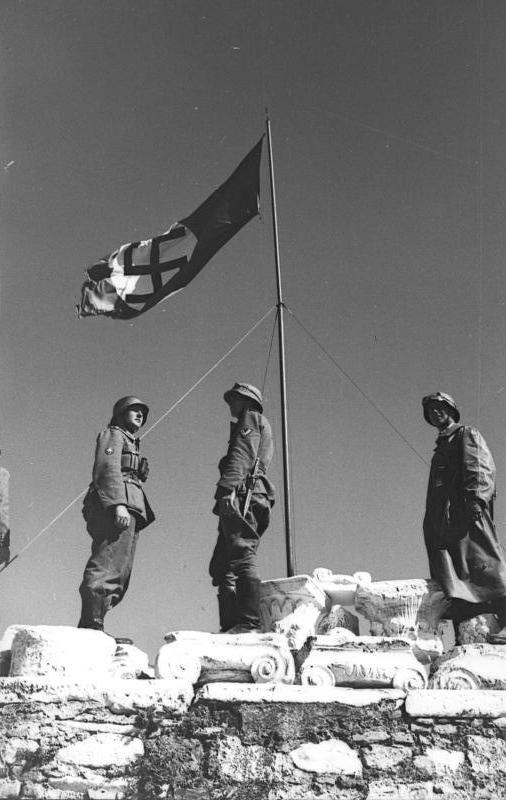
الصليب المعقوف في الأكروبوليس

ولد مانوليس في قرية أبيراثوس في ناكسوس، ثم انتقل إلى أثينا عام 1935 مع أسرته، حيث أنهى فيها دراسته الثانوية. كما عمل أثناء مرحلة الدراسة الثانوية كموظف في صيدلية. التحق عام 1940 بجامعة أثينا للاقتصاد والأعمال (والتي كانت تعرف آنذاك بالمدرسة العليا للدراسات الاقتصادية والتجارية). عام 1939 وكان لا يزال طالباً في المدرسة، اشترك مانوليس في إنشاء مجموعة من الشباب المعادين للفاشية ضد الاحتلا الإيطالي لدوديكانيسيا وديكتاتورية يوانيس ميتاكساس. في بداية الحرب العالمية الثانية، طلب الانضمام إلى الجيش اليوناني الذي يحارب في الجبهة الألبانية ضد إيطاليا، لكن تم رفضه لصغر سنه. بدلاً من ذلك، عمل كمتطوع في وزارة الاقتصاد اليوناني. خلال احتلال المحور لليونات، عمل لحساب جمعية الصليب والهلال الأحمر اليونانية وبلدية أثينا، في حين كان ناشطاً مع المقاومة اليونانية.
في أيار (مايو) 1941، تسلق مع الرسول الباباوي قمة الأكروبوليس في أثينا وهدما الصليب المعقوف، والذي كان موضوعاً هناك منذ 27 نيسان (أبريل) 1941، عندما دخلت القوات النازية أثينا. وقد كان هذا الحدث ملهماً ليس لليونانيين فحسب، بل لكل الناس الذين يقاومون الاحتلال، وقد أصبحا بذلك بطلان دوليان ضد النازية. وقد كانت ردة فعل النظام النازي أن حكم على غليزوس والرسول الباباوي بالإعدام حتى الموت غيابياً. سجن غليزوس من قبل قوات الاحتلال الألمانية في 24 أذار (مارس) 1942، وتعرّض للتعذيب. وكان نتيجة هذه المعاملة أن أصيب بمرض السل. كما اعتقل في 21 نيسان (أبريل) 1943 من قبل قوات الاحتلال الإيطالي وأمضى في السجن ثلاثة أشهر. في 7 شباط (فبراير) 1944، اعتقل مرة أخرى، لكن هذه المرة على يد المتعاونين اليونانيين مع النازية. أمضى 7 أشهر ونصف في السجن وبقي حتى هرب في 21 أيلول (سبتمبر) من نفس العام.

## النشاط السياسي

### فترة ما بعد الحرب
لم تكن نهاية الحرب العالمية الثانية نهاية محنة غليزوس. ففي الثالث من آذار (مارس) 1948، وفي خضم الحرب الأهلية اليونانية، تمت محاكمه لقناعاته السياسية وحكم عليه بالإعدام عدة مرات من قبل الحكومة اليمينية. ومع ذلك، لم تنفّذ أي من هذه الأحكام بسبب الاحتجاج العام الدولي. وعليه فقد خففت أحكام عقوبات الإعدام إلى عقوبة السجن مدى الحياة عام 1950. بعد انتخابه تحت راية حزب اليسار الموحد الديمقراطي، أضرب عن الطعام للمطالبة بالإفراج عن زملائه النوان الذين تم سجنهم أو نفيهم في الجزر اليونانية. أنهى إضرابه عن الطعام بعد الإفراج عن 7 نواب من منفاهم. وأطلق سراحه من السجن في 16 تموز (يوليو) عام 1954.
في 5 كانون الأول (ديسمبر) 1958، اعتقل مرة أخرى وأدين بتهمة التجسس، والذي كان ذريعة متعارف عليها لاضطهاد أنصار اليسار أثناء الحرب الباردة. كانت ردة فعل الاتحاد السوفيتي أن صمّم طالع بريدي يمثّل إيمري ناج. تم الإفراج عنه في 15 كانون الأول (ديسمبر) 1962، بعد موجة غضب شعبي عارمة في اليونان والخارج، وقد استحق الفوز بجائزة لينين للسلام. خلال فترة السجن السياسي الثانية ما بعد الحرب، انتخب عضواً في البرلمان عام 1961. ثم اعتقل قي 21 نيسان 1967 مع قادة سياسيين آخرين. أثناء المجلس العسكري اليوناني (من 1967 إلى 1974)' أي خلال فترة الدكتاتورية العسكرية بقيادة جورج بابادوبولوس، عانى من سجن فمدة أربع سنوات ومن المنفى حتى أطلق سراحه عام 1971.
عانى مانوليس غليزوس من الاضطهاد السياسي، من الحرب العالمية الثانية إلى الحرب الأهلية اليونانية والأنظمة السياسية، حيث قضى ما مجموعه 11 عام و4 أشهر في السجن و4 أعوام و6 أشهر في المنفى.

### منذ عام 1974
بعد استعادة الديمقراطية في اليونان عام 1974، شارك غليزوس في إحياء EDA. ففقي انتخابات 1981 و1985، انتُخب عضواً في البرلمان اليوناني عن مقعد الحركة الاشتراكية اليونانية. عام 1984، انتخب عضواً في البرلمان الأوروبي عن المقعد ذاته. لكنه انسحب من البرلمان عام 1986 بهدف محاولة تنفيذ تجربة الديمقراطية الشعبية. وقد خاض هذه التجربة في جمعية أبيراثو، حيث انتخب رئيساً لمجلس الجمعية في انتخابات 1986. ثم ألغى امتيازات المجلس وأدخل دستوراً وأسس تجمعاً محلياً له كامل السيطرة على إدارة الجمعية. في الانتخابات التشريعية اليونانية عام 2000، قاد قائمة ائتلاف حزب اليسار الراديكالي. وفي 2002، شكّل جماعة سياسية اسمها مواطنون نشطاء (وهي جزء من ائتلاف اليسار الراديكالي (سيريزا).
في آذار (مارس) 2010، شارك غليزوس في مظاهرة احتجاج في أثينا، أصيب فيها في وجهة من عبوة غاز مسيل للدموع ألقتها الشرطة وقد تم نقله وهو يعاني من جراح.
في شباط (فبراير) 2012، اعتقل غليزوس من قبل شرطة مكافحة الشغب أثناء احتجاجات في أثينا كما تعرّض للرش بالغاز المسيل للدموع من قبل أحد أفراد الشرطة.
في الانتخابات البرلمانية التي جرت في حزيران (يونيو) 2012، انتخب نائباً عن حزب ائتلاف اليسار الراديكالي (سيريزا). كان مرشح الحزب لالبرلمان الأوروبي في انتخابات البرلمان الأوروبي 2014. وانتخب عضواً عن اليونان بحصوله على أكبر عدد من الأصوات، أي بحوالي 430 ألف صوت أكثر من أقرب المرشحين عن اليونان. في سن 91، كان أكبر الأشخاص عمراً في انتخابات البرلمان الأوروبي عام 2014.

## العمل غير السياسي
بعيداً عن السياسة، اخترع غليزوس نظاماً لمنع الفيضانات ومكافحة التعرية وحفظ المياه الجوفية، حيث يعمل النظام عن طريق إنشاء سلسلة من السدود الصغيرة التي توجّه المياه إلى طبقات المياه الجوفية. ونظراً لإسهامانه في الديمقراطية والعلوم الجيولوجية واللغويات، مُنح درجة الدكتوراة الفخرية في الفلسفة من جامعة باتراس (قسم الجيولوجيا) عام 1996، ومن جامعة أرسطو (قسم الهندسة المدنية) عام 2001، ومن الجامعة التقنية الوطنية في أثينا (كلية التعدين وهندسة المعادن) عام 2003، ومن جامعة أثينا الكابوديسترياكون الوطنية (كلية الفلسفة) عام 2008.

## منشورات
كان مانوليس يكتب المقالات في الصحف اليونانية منذ عام 1942 وكان محرراً في صحيفتي Rizospastis وI Avgi في خمسينيات القرن العشرين. منح الجائزة الدولية للصحافة عام 1958 والميدالية الذهبية من مجلس السلم العالمي عام 1959، وجائزة لينين للسلام عام 1963. كما نشر الكتب الستة التالية باللغة اليونانية:
- "تاريخ الكتاب" («Η ιστορία του βιβλίου», 1974);
- "من الدكتاتورية إلى الديمقراطية" («Από τη Δικτατορία στη ∆ηµοκρατία», 1974);
- "ظاهرة الاغتراب في اللغة" («Το φαινόµενο της αλλοτρίωσης στη γλώσσα», 1977);
- "ضمير الأرض الصخرية", («Η συνείδηση της πετραίας γης», 1997).
- "هيدور، أورا، نيرو", («Ύδωρ, Αύρα, Νερό», 2001).
- "المقاومة الوطنية 1940-1945", («Εθνική Αντίσταση 1940-1945», 2006).

## روابط خارجية
- مانوليس غليزوس على موقع IMDb (الإنجليزية)
- مانوليس غليزوس على موقع مونزينجر (الألمانية)